# Peter Hedblom
Peter Mikael Hedblom (Gävle, 20 januari 1970) is een Zweedse voormalig golfprofessional.

## Amateur
Peter Hedblom is geboren en getogen in Gävle en heeft een tijdje als amateur gespeeld.

### Teamdeelnames
- Jacques Leglise Trophy (namens Continentaal Europa): 1986 (winnaars), 1987

## Professional
Hedblom werd in 1988 professional. Sindsdien heeft hij op de Europese Tour , de Challenge Tour en de Aziatische Tour  gespeeld. Op 20-leeftijd kwalificeerde hij zich in 1990 voor de The Open Championship maar hij kon er de cut niet halen. In 1996 won hij zijn eerste toernooi op de Europese Tour dankzij winst op de Marokkaans Open. Datzelfde jaar behaalde hij ook zijn beste prestatie op de Majors met een 7e plaats op The Open Championship. 
In 2007 was Hedblom ook de beste op de Maybank Malasian Open en in 2009 won Hedblom ook het Johnnie Walker Championship.

### Overwinningen
| Jaar | Toernooi                    | Tour                                     |
| ---- | --------------------------- | ---------------------------------------- |
| 1990 | Jede Hot Cup Open           | Challenge Tour                           |
| 1991 | Uppsala Golf International  | Challenge Tour                           |
| 1991 | Formula Micro Open          | Challenge Tour                           |
| 1996 | Marokkaans Open             | Europese PGA Tour                        |
| 2001 | Volvo Finnish Open          | Challenge tour                           |
| 2003 | Älvkarleby Open             | Zweedse Mini-Tour                        |
| 2007 | Maybank Malasian Open       | Europese PGA Tour en Aziatische PGA Tour |
| 2009 | Johnnie Walker Championship | Europese PGA Tour                        |
| 2014 | SPM Open                    | Future Series                            |

### Teamdeelnames
- Alfred Dunhill Cup: 1996

### Resultaten op deMajors
| Major                 | 1988 | 1989 | 1990 | 1991 | 1992 | 1993 | 1994 | 1995 | 1996 | 1997 | 1998 | 1999 | 2000 | 2001 | 2002 | 2003 | 2004 | 2005 | 2006 | 2007 | 2008 | 2009 | 2010 | 2011 | 2012 | 2013 | 2014 | 2015 |
| --------------------- | ---- | ---- | ---- | ---- | ---- | ---- | ---- | ---- | ---- | ---- | ---- | ---- | ---- | ---- | ---- | ---- | ---- | ---- | ---- | ---- | ---- | ---- | ---- | ---- | ---- | ---- | ---- | ---- |
| Masters Tournament    |      |      |      |      |      |      |      |      |      |      |      |      |      |      |      |      |      |      |      |      |      |      |      |      |      |      |      |      |
| U.S. Open             |      |      |      |      |      |      |      |      |      |      |      |      |      |      |      |      |      | T11  | T21  |      |      |      |      |      |      | T65  |      |      |
| The Open Championship |      |      | CUT  | T96  |      |      |      |      | T7   | CUT  | CUT  |      |      |      |      |      | CUT  |      | CUT  |      |      | CUT  |      |      |      |      |      |      |
| PGA Championship      |      |      |      |      |      |      |      |      |      |      |      |      |      |      |      |      |      |      |      |      | CUT  |      |      |      |      |      |      |      |

CUT = miste de cut halverwege

### Resultaten op deWorld Golf Championships
| Toernooi             | 1999 | 2000 | 2001 | 2002 | 2003 | 2004 | 2005 | 2006 | 2007 | 2008 | 2009 | 2010 | 2011 | 2012 | 2013 | 2014 | 2015 |
| -------------------- | ---- | ---- | ---- | ---- | ---- | ---- | ---- | ---- | ---- | ---- | ---- | ---- | ---- | ---- | ---- | ---- | ---- |
| WGC Kampioenschap    |      |      |      |      |      |      |      |      |      |      |      |      |      |      |      |      |      |
| WGC Matchplay        |      |      |      |      |      |      |      |      |      |      |      |      |      |      |      |      |      |
| WGC Invitational     |      |      |      |      |      |      |      |      |      |      |      |      |      |      |      |      |      |
| WGC - HSBC Champions |      |      |      |      |      |      |      |      |      |      | T70  |      |      |      |      |      |      |